# Mos Eisley
Mos Eisley é uma cidade espaçoporto no universo fictício de Star Wars. Localizada no planeta Tatooine, ela apareceu pela primeira vez no filme Star Wars de 1977, descrita pelo personagem Ben Kenobi (interpretado por Alec Guinness) como uma "colmeia miserável de escória e vilania".
Uma cena notável ambientada em uma cantina de Mos Eisley lotada de várias raças alienígenas causou um impacto especial no público. As filmagens do espaçoporto ocorreram de 1975 a 1976 na Tunísia, com os interiores filmados no Elstree Studios, perto de Londres.

## Representação

### Filme
Mos Eisley fez sua primeira aparição no filme original de 1977, Star Wars. Ela é retratada como uma cidade portuária movimentada e agitada situada em uma planície desértica, povoada por transientes de todas as espécies. O porto espacial sem lei atrai criminosos, contrabandistas e fugitivos. As espaçonaves aterrissam em docas espalhadas pela cidade.

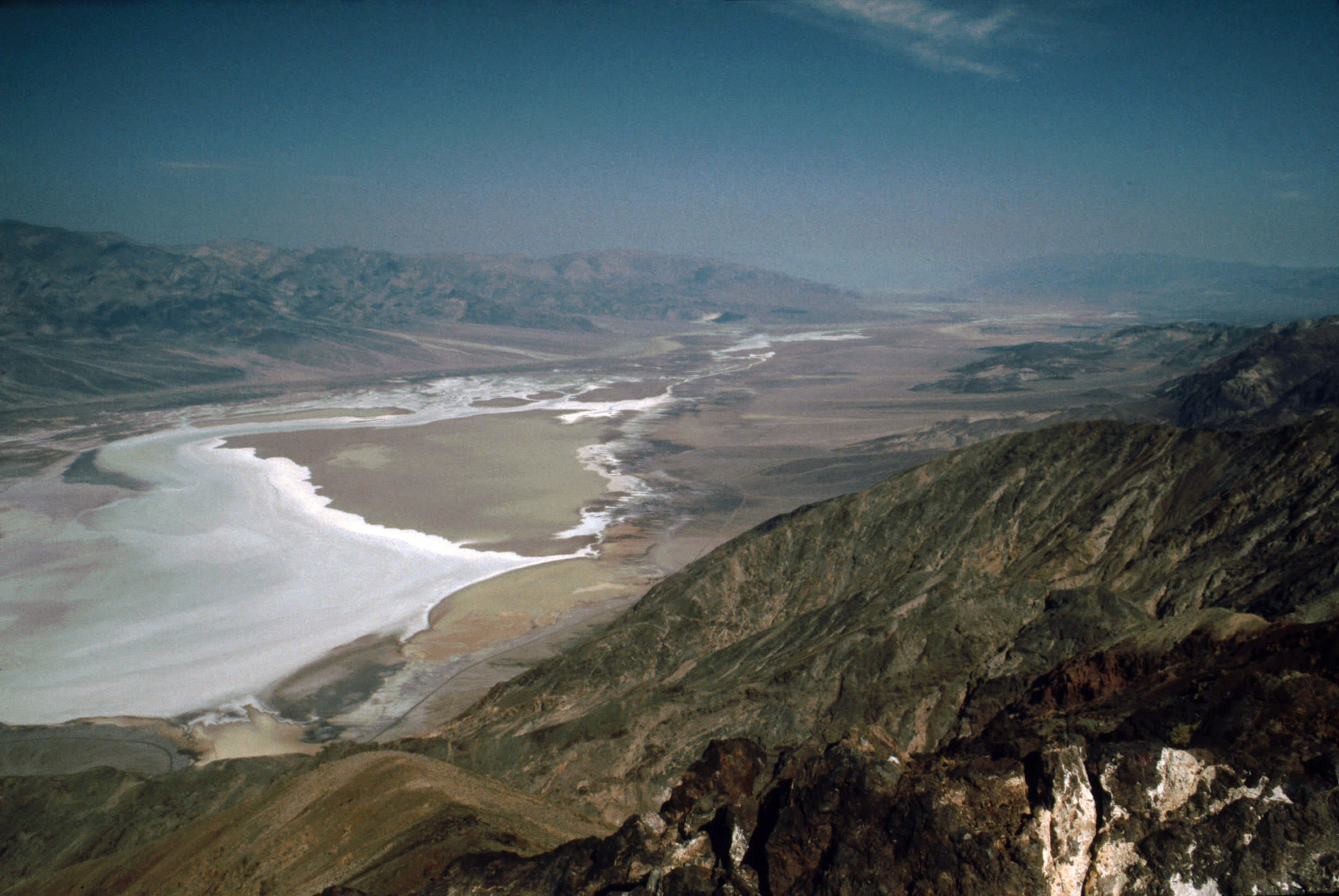
Dante's View, com vista para o Vale da Morte, foi usada como tomada de estabelecimento para Mos Eisley em Star Wars (1977).

As cenas de Mos Eisley ocorrem no início de Star Wars, quando o jovem herói Luke Skywalker e seu mentor Obi-Wan Kenobi viajam para o espaçoporto no veículo de Luke em busca de um piloto, acompanhados pelos dróides C-3PO e R2-D2. Obi-Wan avisa Luke que o espaçoporto pode ser perigoso. Ao chegarem, Luke e Obi-Wan entram na cantina, uma taberna mal iluminada frequentada por pilotos de naves estelares visitantes. Bebidas fortes estão à venda no bar e há frequentes surtos de violência entre a clientela. A cantina atrai uma variedade de espécies alienígenas exóticas, devido ao fato de não ser permitida a entrada de droide; o garçom ordena que eles saiam, dizendo: "Não servimos sua espécie aqui". Uma banda de alienígenas com cabeças em forma de cúpula toca um conjunto de músicas de estilo jazz de outro mundo. Luke é ameaçado com violência por dois dos clientes, Ponda Baba, um Aqualish, e Doutor Evazan, um humano deformado, mas Obi-Wan intervém com seu sabre de luz, cortando o braço de Ponda na luta. Essa é a primeira vez que um sabre de luz é usado em combate na tela na franquia Star Wars. Obi-Wan apresenta Luke a uma dupla de contrabandistas, Chewbacca e Han Solo, e eles negociam os termos da passagem para o planeta Alderaan, o que faz com que Luke venda seu velocímetro terrestre para conseguir o dinheiro necessário para pagar Han. Depois que Luke e Obi-Wan partem, Han se envolve em um breve confronto com Greedo, um gângster de pele verde; a troca termina violentamente quando Han atira e mata Greedo. Quando o grupo se prepara para partir, eles são seguidos até a Doca de Embarque 94 por Garindan, um espião que trabalha para o Império Galáctico. Após um breve tiroteio com stormtrooper imperiais, eles embarcam na nave espacial Millennium Falcon e decolam de Tatooine.

### Livros
Na novelização do filme, Star Wars: From the Adventures of Luke Skywalker, de George Lucas (escrita por Alan Dean Foster), Mos Eisley é descrita como um assentamento desordenado e degradado, construído com concreto e arenito, grande parte dele construído no subsolo para escapar do calor dos sóis binários de Tatooine. A cantina é descrita como um bar escuro e sinistro, cheio de "criaturas de um olho e mil olhos, criaturas com escamas, criaturas com pelo". A narrativa descreve "Tentáculos, garras e mãos... enrolados em utensílios de bebida".
A antologia do Universo Expandido de contos entrelaçados, Tales from the Mos Eisley Cantina, editada por Kevin J. Anderson, explora mais a cantina e sua clientela. O livro chama o estabelecimento de "Cantina do Chalmun", apresentando seu proprietário como um Wookiee chamado Chalmun; também revela que o barman se chama Wuher. O livro também explora os motivos da proibição de droides na cantina: o barman afirma não gostar de todo mundo, mas ataca os droides porque eles são a única coisa que não tenta revidar; o proprietário Chalmun não tolera droides porque eles não bebem e, portanto, ocupam um espaço valioso. A história da banda de swing residente da cantina também é ampliada nos contos "Nós não fazemos Casamentos: A História da Banda", de Kathy Tyers, e "Azuis do Império", de Daniel Keys Moran. A banda é chamada de Figrin D'an e os Modal Nodes e é revelado que os músicos pertencem a uma raça chamada Bith. Seu principal número musical também recebe um título: "Louco por mim".

### Televisão
Mos Eisley aparece na séries de TV de Star Wars de 2019, O Mandaloriano. Em "Capítulo 5: A Pistoleira", o Mandaloriano é forçado a pousar em Mos Eisley para reparos após uma batalha espacial com outro caçador de recompensas. Para pagar os reparos, o Mandaloriano vai a uma cantina local em busca de uma recompensa. Lá, ele conhece um caçador de recompensas novato, Toro Calican, que o contrata para ajudar a localizar Fennec Shand, um mercenário perigoso. A dupla localiza Shand logo após o Mar das Dunas e a prende. No entanto, quando o Mandaloriano vai buscar transporte para eles, Shand tenta virar Calican contra ele, contando que o Mandaloriano se voltou contra a guilda de caçadores de recompensas para resgatar a criança. Calican fere mortalmente Shand e decide capturar o Mandaloriano e a criança e receber as três recompensas. O Mandaloriano, no entanto, consegue vencer Calican e resgatar a criança e Peli, uma mecânica que estava consertando sua nave e observando a criança. O Mandaloriano dá a Peli a recompensa por Shand como pagamento pelos reparos e ele e a criança partem de Tatooine.

## Produção

### Filmagem
A primeira visão de Mos Eisley em Star Wars é uma tomada do Vale da Morte, na Califórnia, a partir do mirante Dante's View, com uma pintura fosca adicionada à distância. As filmagens de fato ocorreram na ilha tunisiana de Djerba.

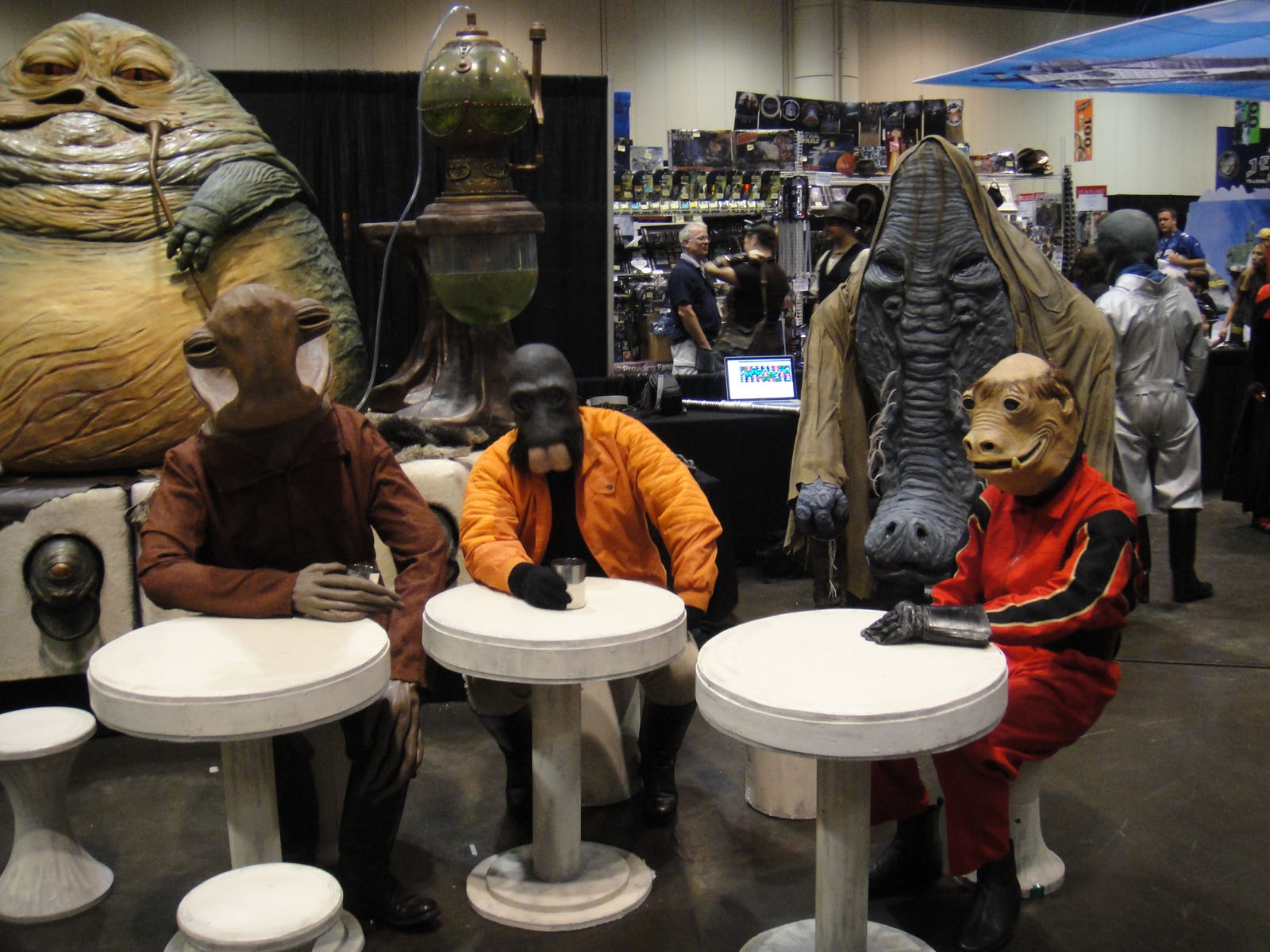
Em primeiro plano, uma seleção de criaturas que apareceram na cantina.

Em 1975, durante os estágios iniciais da produção de Star Wars, a aparência da cantina de Mos Eisley e sua clientela foram realizadas por meio do trabalho dos artistas de conceito Ron Cobb, Rick Baker e Ralph McQuarrie e do figurinista John Mollo. Mollo trabalhou com George Lucas para compilar uma tabela de designs visuais para vários tipos de personagens. Em colaboração com Mollo, o maquiador Stuart Freeborn projetou as máscaras e prótese para combinar com cada um dos trajes, juntamente com Doug Beswick, Rick Baker, Phil Tippett, Nick Maley e Christopher Tucker. Freeborn observou que a cena da cantina foi especificamente criada para ser uma cena de "choque"; até esse ponto do filme, havia poucas aparições de criaturas não humanas e a entrada na cantina subitamente apresentou ao público uma variedade de espécies estranhas. Trabalhando a partir da direção de Lucas e de uma maquete, o cenógrafo John Barry criou o cenário da cantina, com um bar circular e alcovas sombrias. Mollo incluiu alguns figurinos emprestados de filmes de faroeste e baseou outros figurinos em personagens do filme A Conquista da Lua, de 1950, e da série de televisão Perdidos no Espaço, dos anos 60. Os músicos alienígenas da banda foram interpretados por vários membros da equipe da Industrial Light & Magic, incluindo Phil Tippett, Jon Berg e Rick Baker, que fizeram mímica ao som da música de Benny Goodman "Sing Sing Sing", por sugestão de George Lucas.

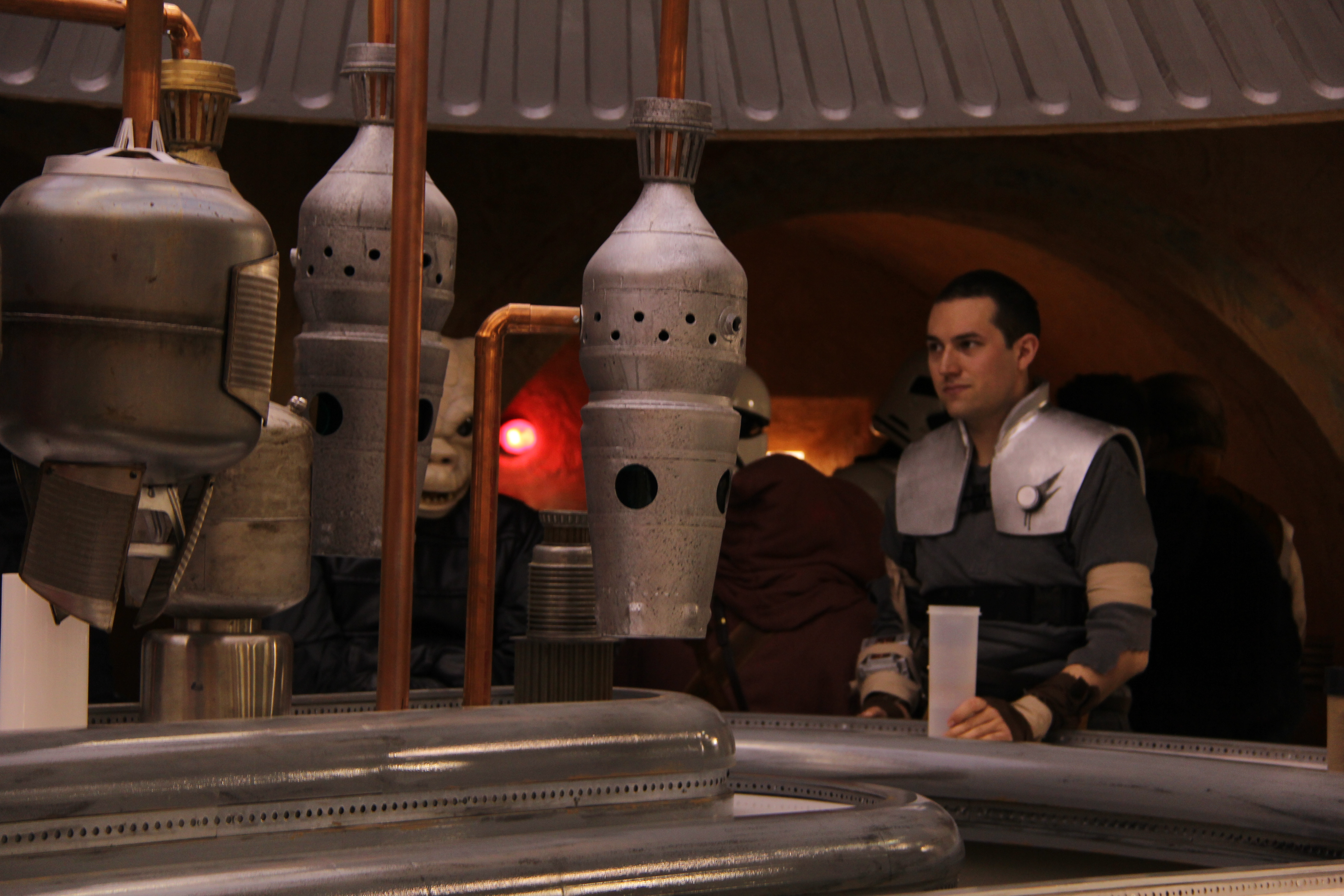
Reprodução do cenário da Cantina na Star Wars Celebration, Anaheim.

A cena externa foi inicialmente filmada em 1976 na pequena cidade de Ajim, que é um porto de pesca na Ilha de Djerba, na Tunísia. A equipe de filmagem acrescentou uma fachada falsa à estrutura, que não passou por nenhuma reforma desde 1976. O proprietário local foi reembolsado em oito dólares por dia. O cenário interno foi construído e filmado no Stage 6, Elstree Studios, perto de Londres. Harrison Ford filmou sua primeira cena com Alec Guinness; Ford comentou mais tarde que a perspectiva de trabalhar com Guinness "me assustou muito". À medida que as filmagens avançavam, Lucas se deparou com muitos problemas; a produção estava ultrapassando o orçamento e tanto o elenco quanto a equipe estavam com problemas de saúde. Stuart Freeborn adoeceu e não pôde concluir seu trabalho nas máscaras das criaturas da cantina.
No início de 1977, sob pressão para concluir seu filme (agora com mais de US$ 2 milhões acima do orçamento), Lucas negociou um financiamento adicional limitado com os executivos da 20th Century Fox para apoiar as filmagens da segunda unidade. Algumas das filmagens adicionais mais importantes foram feitas para melhorar a cena da cantina no Hollywood Center Studios. Lucas não estava satisfeito com a maquiagem nas filmagens anteriores devido à doença de Freeborn, e agora podia realizar a cena com vários closes de criaturas alienígenas, com as máscaras de Freeborn. Lucas também complementou a cobertura limitada que tinha das filmagens da Tunísia com filmagens do Vale da Morte. O novo material foi cortado no filme pelos editores de Lucas, incluindo a então esposa de Lucas, Marcia Lucas.
Lucas continuou insatisfeito com o corte final da cena da cantina e, a partir do lançamento da Edição Especial de Star Wars pela Lucasfilm em 1997, fez várias alterações. Ele ajustou o confronto entre Han Solo e Greedo, para retratar Greedo atirando primeiro em Han. Essa mudança foi repetidamente alterada e provou ser uma das mais controversas entre os fãs de Star Wars, dando origem ao popular slogan "Han shot first" em protesto contra ela. Para o DVD de 2004, a sequência de abertura da cena da cantina foi modificada para substituir algumas criaturas práticas por alienígenas completamente novas geradas por computador. Isso inclui, por exemplo, uma criatura sinistra parecida com um lobisomem, que foi substituída por um réptil fumante de cachimbo.

### Música
Durante as cenas da cantina em Star Wars, há uma música de fundo constante tocada por uma banda alienígena. Essa música diegética foi composta para o filme por John Williams e consistia em duas peças escritas para trompete, três saxofones, clarinete, piano Rhodes e percussão, além de tambor de aço e sintetizador. George Lucas instruiu Williams a imaginar "várias criaturas em um século futuro encontrando algumas músicas da banda de swing de Benny Goodman dos anos 1930... e como elas tentariam interpretá-las". Williams combinou instrumentos tradicionais de jazz com instrumentos associados à música afro-caribenha para criar um som que fosse "estranho e familiar ao mesmo tempo".

## Legado
Em 1979, a cantina foi o cenário de um anúncio de serviço público sobre dirigir embriagado produzido pela Departamento de Transportes dos Estados Unidos e Administração Nacional de Segurança do Tráfego Rodoviário. No anúncio, os amigos de Muftak o ajudam a sair cambaleando da cantina e a mensagem "Friends Don't Let Friends Drive Drunk" (Amigos não deixam os amigos dirigirem bêbados) é exibida.
Em 2010, a empresa de equipamentos esportivos Adidas criou uma propaganda para a Copa do Mundo FIFA com a dupla de música eletrônica Daft Punk, Snoop Dogg, David Beckham e outros inseridos em uma versão reimaginada da cena de 1977.